# Deserializzazione
In informatica, nella programmazione orientata agli oggetti, deserializzare un oggetto significa ricostruirlo a partire dalla sua rappresentazione binaria ottenuta da un file o da un canale di rete.
Il processo inverso si chiama serializzazione e trasforma un oggetto nella sua rappresentazione binaria che, successivamente, può essere salvata su una memoria di massa o si può trasmettere su un canale di rete.
Non bisogna confondere la deserializzazione con una lettura di dati o parametri da un file o da un canale di rete per ottenere le proprietà da caricare in un oggetto.

## Deserializzazione di un oggetto

### Procedura in visual basic
Quando si deserializza un oggetto, il formato del trasporto determina se verrà creato un flusso o un oggetto file. Dopo avere determinato il formato del trasporto, è possibile chiamare il metodo Serialize o Deserialize, in base alle esigenze.
Per deserializzare un oggetto
1. Costruire un XmlSerializer utilizzando il tipo di oggetto da deserializzare.
2. Chiamare il metodo Deserialize per produrre una replica dell'oggetto. Al momento della deserializzazione, è necessario eseguire il cast dell'oggetto restituito al tipo dell'originale, come illustrato nell'esempio seguente, in cui l'oggetto viene deserializzato in un file benché possa essere deserializzato in un flusso.

```
  
Dim
 
myObject
 
As
 
MySerializableClass

  
' Construct an instance of the XmlSerializer with the type

  
' of object that is being deserialized.

  
Dim
 
mySerializer
 
As
 
XmlSerializer
 
=
 
New
      

  
XmlSerializer
(
GetType
(
MySerializableClass
))

  
' To read the file, create a FileStream.

  
Dim
 
myFileStream
 
As
 
FileStream
 
=
 
_

  
New
 
FileStream
(
"myFileName.xml"
,
 
FileMode
.
Open
)

  
' Call the Deserialize method and cast to the object type.

  
myObject
 
=
 
CType
(
 
_

  
mySerializer
.
Deserialize
(
myFileStream
),
 
MySerializableClass
)

```

### Procedura in C#
```
  
MySerializableClass
 
myObject
;

  
// Construct an instance of the XmlSerializer with the type

  
// of object that is being deserialized.

  
XmlSerializer
 
mySerializer
 
=
 

  
new
 
XmlSerializer
(
typeof
(
MySerializableClass
));

  
// To read the file, create a FileStream.

  
FileStream
 
myFileStream
 
=
 

  
new
 
FileStream
(
"myFileName.xml"
,
 
FileMode
.
Open
);

  
// Call the Deserialize method and cast to the object type.

  
myObject
 
=
 
(
MySerializableClass
)
 

  
mySerializer
.
Deserialize
(
myFileStream
)

```

### Procedura in Java
Di seguito un esempio di classe Java che carica un oggetto Vector da un file e, nel caso il file non esista, lo crea.
```
 
import
 
java.io.*
;

 
import
 
java.util.*
;

 

 
public
 
class
 
Serialize
 
{

    

    
/**

     * @param obj '''''Object''''' - L'oggetto da salvare.

     * @param filename '''''String''''' - Il file dove salvarlo.

     */

    
public
 
static
 
void
 
serializza
(
Object
 
daSerializzare
,
 
String
 
filename
)
 
throws
 
IOException
 
{

        
ObjectOutputStream
 
objstream
 
=
 
new
 
ObjectOutputStream
(
new
 
FileOutputStream
(
filename
));

        
objstream
.
writeObject
(
daSerializzare
);

        
objstream
.
close
();

    
}

    

    
/**

     * @param filename '''''String''''' - Il nome del file che contiene l'oggetto serializzato

     */

    
public
 
static
 
Object
 
deserializza
(
String
 
filename
)
 
throws
 
Exception
 
{

        
ObjectInputStream
 
objstream
 
=
 
new
 
ObjectInputStream
(
new
 
FileInputStream
(
filename
));

        
Object
 
oggettoDeserializzato
 
=
 
objstream
.
readObject
();

        
objstream
.
close
();

        
return
 
oggettoDeserializzato
;

    
}

    

    
/**

     * @param args '''''String[]''''' - gli argomenti della riga di comando

     */

    
public
 
static
 
void
 
main
(
String
[]
 
args
)
 
{

        
Vector
 
v
;

        
try
 
{

            
v
 
=
 
(
Vector
)
 
deserializza
(
"Amici.ser"
);
 
//cerca di caricare un Vector dal file Amici.ser

            
System
.
out
.
println
(
"Ho letto: "
+
v
);

        
}
 
catch
(
Exception
 
e
)
 
{

            
//Nel caso non riesco a leggere il file, allora provo a crearlo

            
System
.
out
.
println
(
"File non trovato. Creazione in corso."
);

            
v
 
=
 
new
 
Vector
();

            
v
.
addElement
(
"Pietro"
);

            
v
.
addElement
(
"Giovanni"
);

            
v
.
addElement
(
"Matteo"
);

            
System
.
out
.
println
(
"Ho creato: "
+
v
);

        
}

        

        
try
 
{

            
serializza
(
v
,
 
"Amici.ser"
);
 
//Serializza il Vector nel file Amici.ser

            
System
.
out
.
println
(
"Ho salvato: "
+
v
);

        
}
 
catch
(
Exception
 
e
)
 
{

            
System
.
out
.
print
(
"Errore nel salvataggio del file: "
);

            
e
.
printStackTrace
();

        
}

    
}

 
}

```